# Arthur Hacker

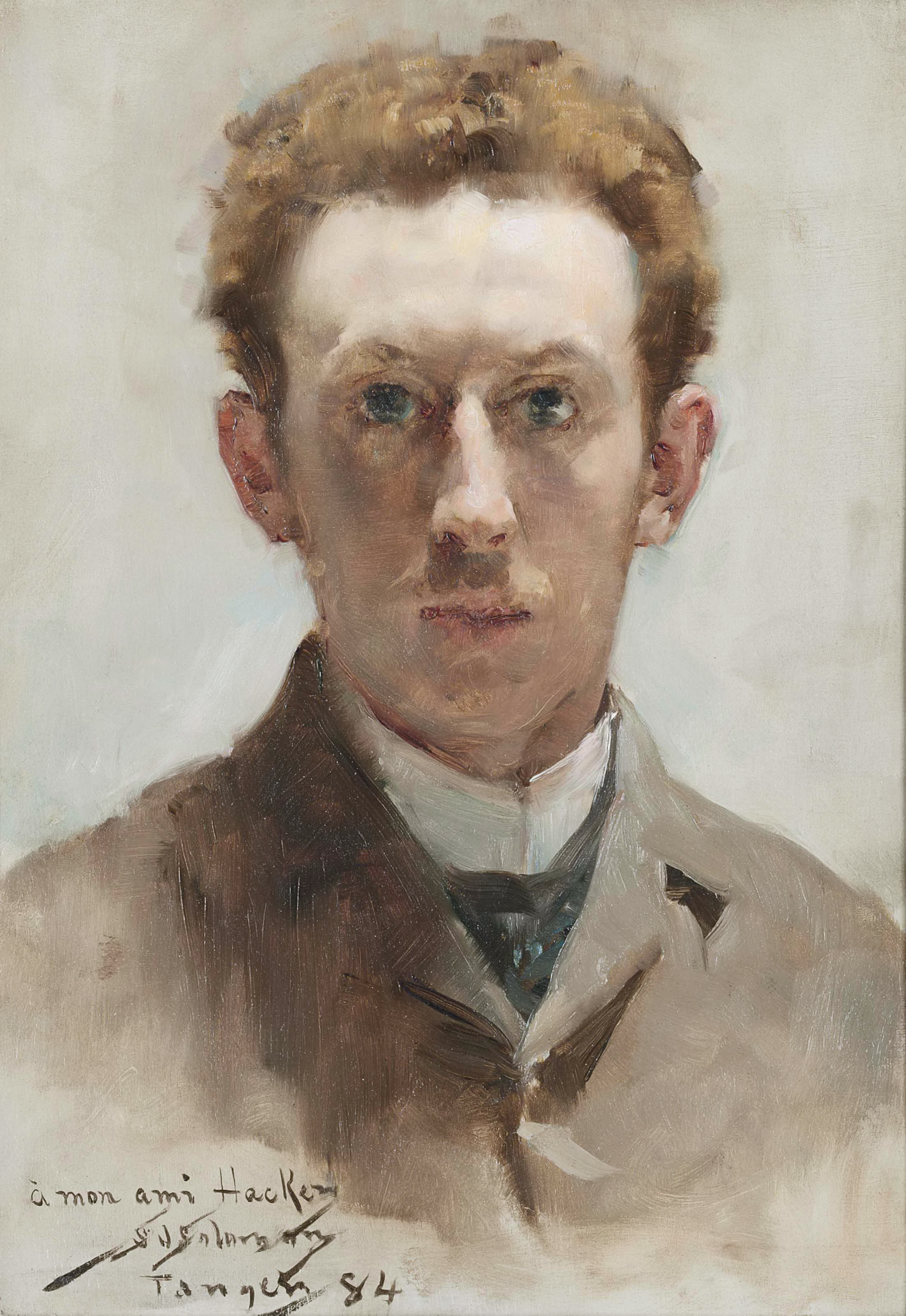
Arthur Hacker (Solomon Joseph Solomon, 1884)

Arthur Hacker (Londen, 25 september 1858 – aldaar, 12 november 1919) was een Engels kunstschilder. Hij beoefende diverse stijlen. Lange tijd werd hij sterk beïnvloed door de prerafaëlieten, in zijn latere periode maakte hij vooral naam als portretschilder.

## Leven
Hacker was de zoon van een bekend graficus en prententekenaar. Tussen 1867 en 1880 studeerde hij eerst aan de Royal Academy of Arts en vervolgens in Parijs bij portretschilder Leon Bonnat. Rond 1880 maakte hij, samen met de kunstschilder Solomon Joseph Solomon, ook uitgebreide reizen door Spanje en Noord-Afrika. Hij exposeerde twee keer bij de Royal Academy, in 1878 en 1910. In 1910 werd hij ook lid van de academie en docent. Hacker overleed in 1919 in zijn eigen huis te Checkendon, Oxfordshire, dat hij in 1902 door de architect Maxwell Ayrton had laten ontwerpen en waarvoor hij zelf de decoraties maakte. Zijn vrouw Lilian was eveneens een vooraanstaand kunstschilderes.

## Werk
Hacker veranderde in zijn loopbaan diverse malen van stijl. In de jaren 1870 en 1880 schilderde hij vooral in de stijl van het Frans classicisme. In de jaren 1890 maakte hij voornamelijk allegorische werken, in de stijl van de prerafaëlieten, met religieuze en historische thema's. Na de eeuwwisseling schakelde hij over op het maken van lucratieve portretten, vaak van vooraanstaande Londenaren zoals beeldhouwer Sir William Goscombe John en filantroop Dyson Perrins. Rond 1910 schilderde hij een hele reeks Londense straatscènes. Aan het einde van zijn leven keerde hij weer terug naar de grote allegorische en mythologische thema’s.
Werk van Hacker is momenteel onder andere te zien in Walker Art Gallery in Liverpool en Tate Gallery in Londen.

## Galerij

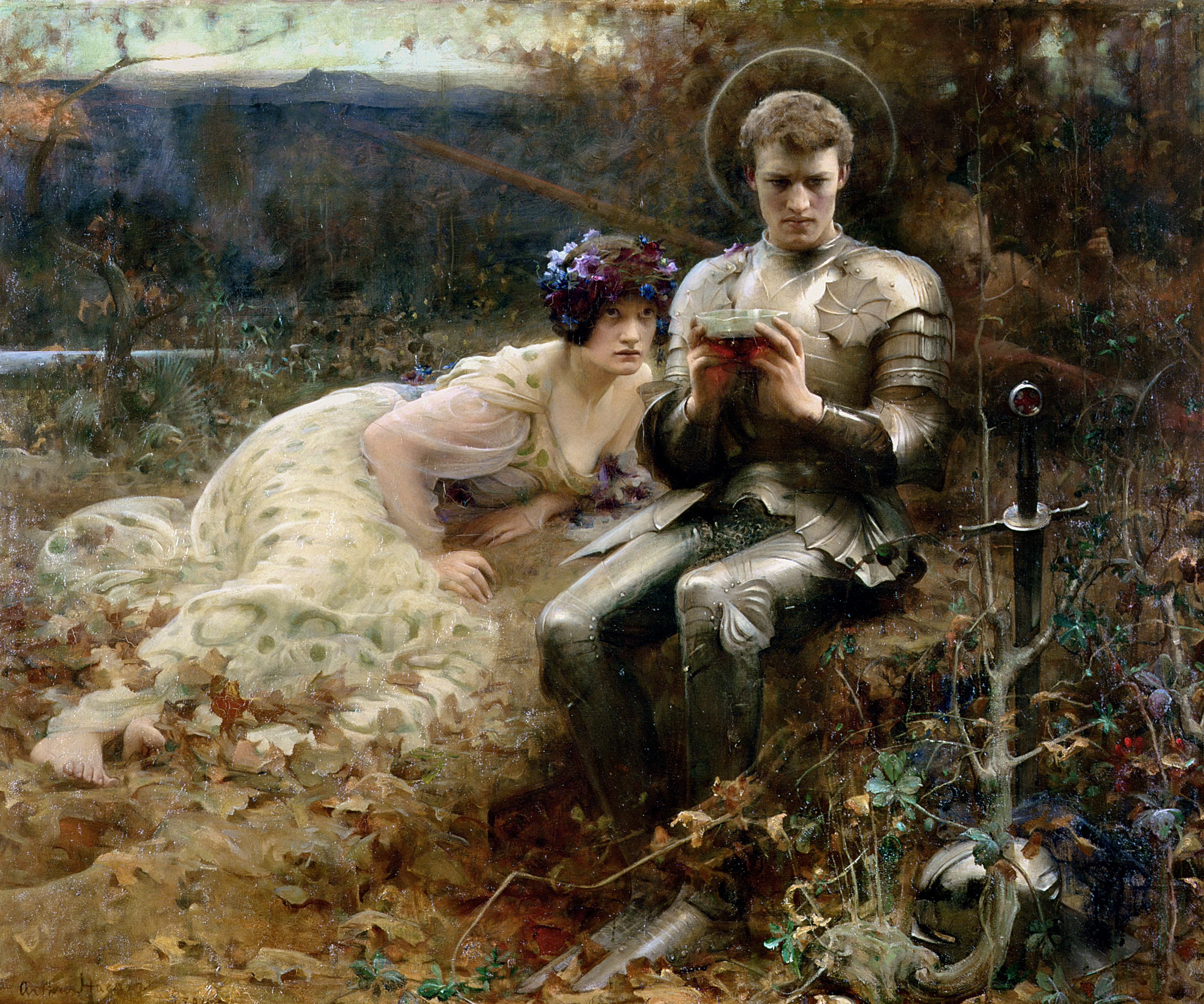
Percival with the Grail Cup
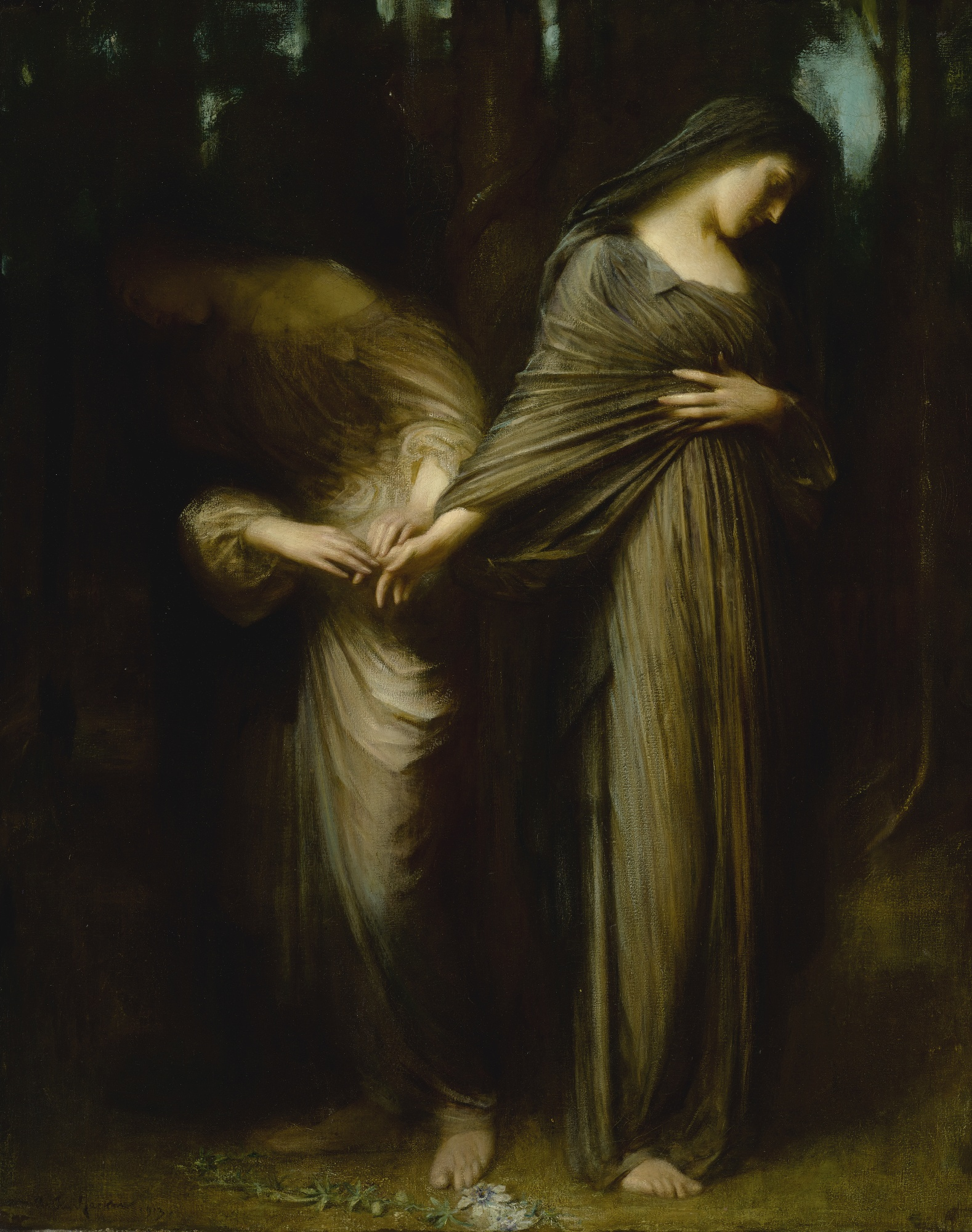
Vale or Farewell
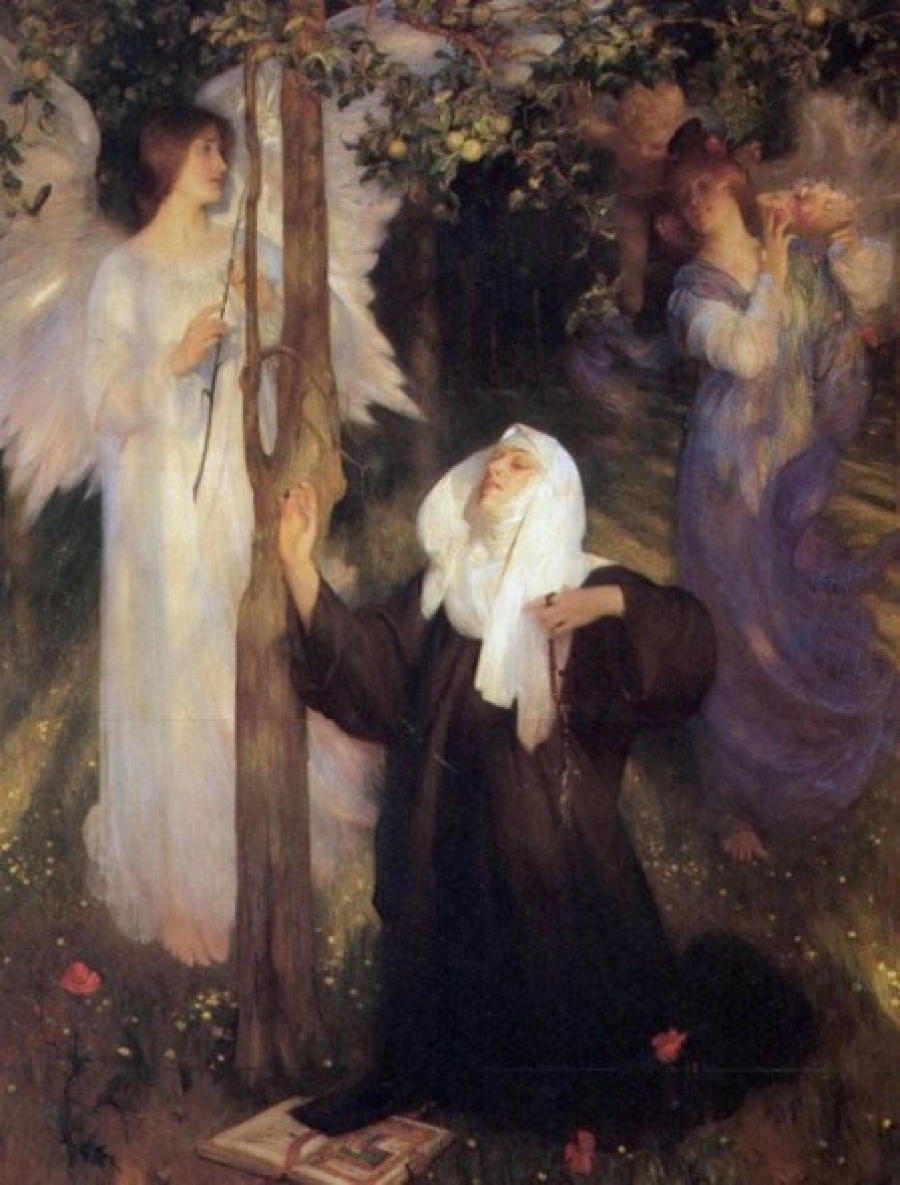
The Cloister or the World
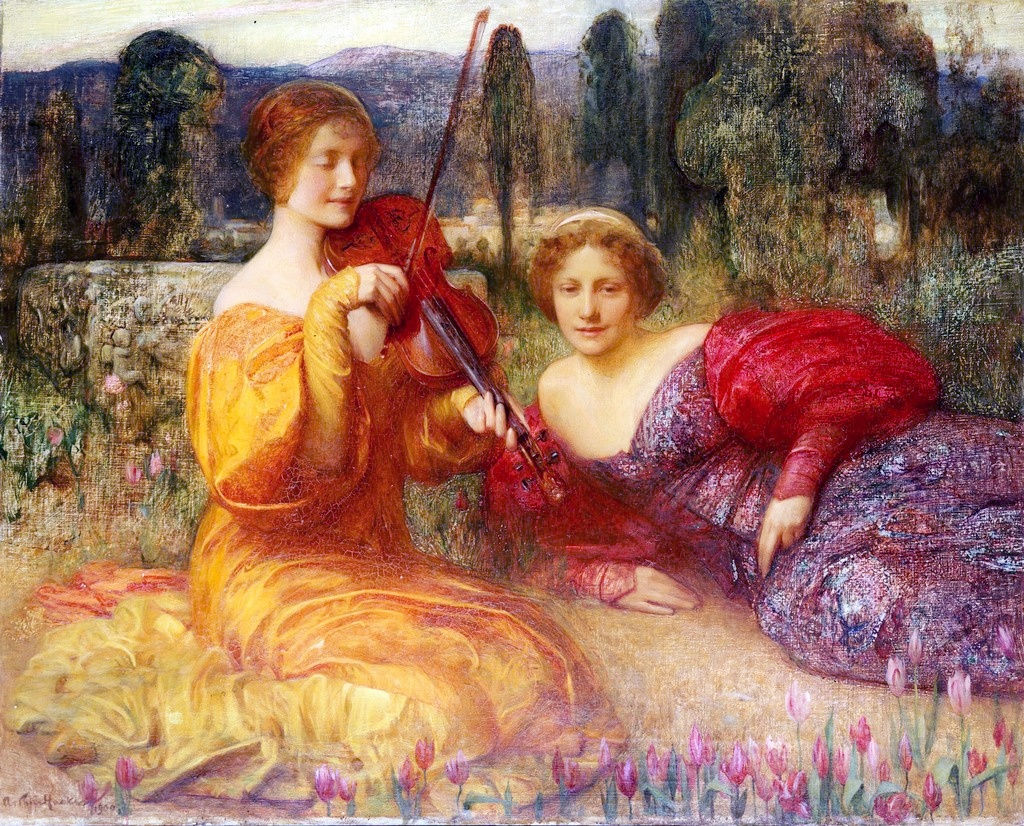
Musicienne du Silence
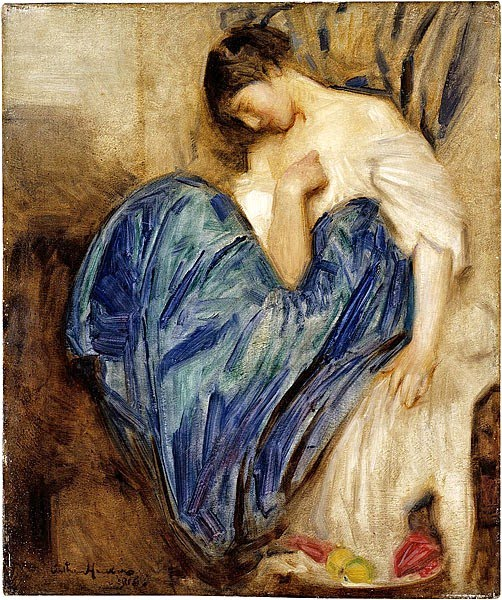
Seated Girl
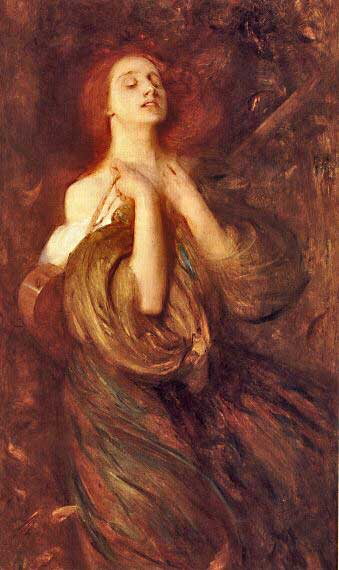
Autumn
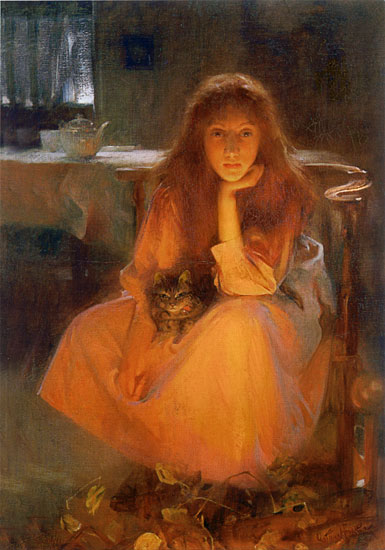
Fire Fancies
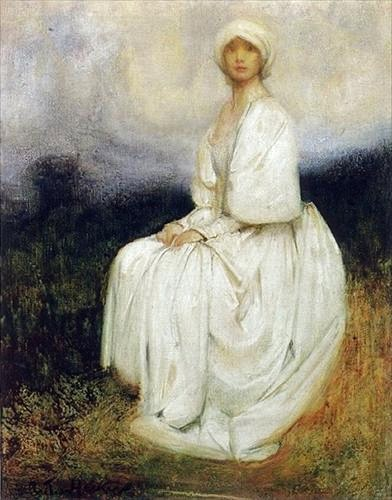
The Girl in White
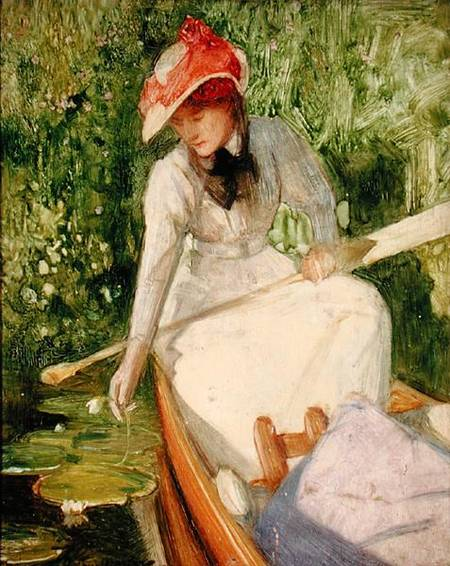
A Quiet Cove, Girl Canoeing
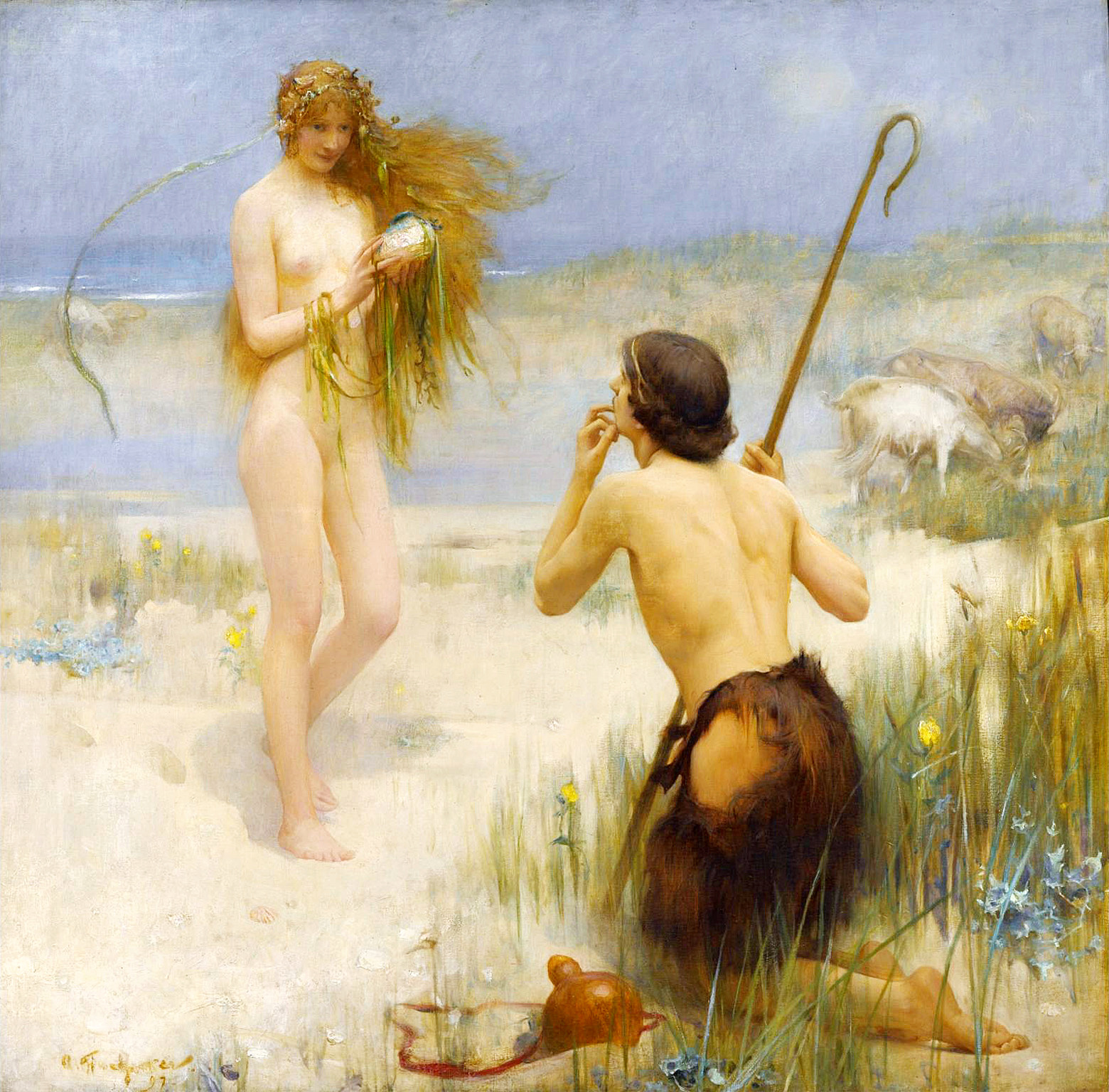
The Sea-Maid